# Cirkovce
Cirkovce este o localitate din comuna Kidričevo, Slovenia, cu o populație de 403 locuitori.